# Гадяцький Бір (заповідне урочище, 57)
Гадяцький бір — заповідне урочище в Україні. Об'єкт природно-заповідного фонду Полтавської області.
Розташований у Гадяцькому районі Полтавської області, у лісовому масиві Вельбівського лісництва (кв. 57).
Площа 25 га, статус надано у 1979 р. Перебуває у віданні ДП «Гадяцький лісгосп».
Статус надано з метою охорони та збереження у природному стані ділянки типових дубово-соснових лісових насаджень на піщаній боровій терасі річки Псел. Вік окремих сосен в урочищі сягає 200 років. В трав'яному покриві переважає конвалія звичайна.
В урочищі трапляються рідкісні рослини: орхідея, занесена до Червоної книги України - любка дволиста, а також півники угорські, ортилія однобока, оман верболистий.